# Reithrodontomys raviventris
Reithrodontomys raviventris е вид бозайник от семейство Хомякови (Cricetidae). Видът е застрашен от изчезване.

## Разпространение
Разпространен е в САЩ (Калифорния).